# Puigpunyent
Puigpunyent település Spanyolországban, a Baleár-szigeteken. Puigpunyent Banyalbufar, Esporles, Palma de Mallorca, Calvià és Estellencs községekkel határos. Lakosainak száma 2035 fő (2024).

## Népesség
A település népessége az elmúlt években az alábbi módon változott:
| Lakosok száma | 1314 | 1446 | 1631 | 1867 | 1970 | 2016 | 2021 | 2012 | 2057 | 2035 |
|               | 2001 | 2004 | 2006 | 2009 | 2011 | 2014 | 2016 | 2019 | 2021 | 2024 |